# Roy Fuller
Roy Broadbent Fuller (* 11. Februar 1912 in Failsworth; † 27. September 1991 in Blackheath, London) war ein britischer Dichter und Schriftsteller.
Roy Fuller wurde in Failsworth bei Oldham in Lancashire geboren und wuchs in Blackpool auf. Er arbeitete als Anwalt und diente von 1941 bis 1946 in der Royal Navy.
Von 1968 bis 1973 war er Professor of Poetry an der Oxford University. 1970 wurde Fuller mit der Queen’s Gold Medal for Poetry und 1980 mit einem Cholmondeley Award ausgezeichnet.
Der Dichter John Fuller ist sein Sohn.

## Werke (Auswahl)
- Poems (1939)
- A Lost Season (1944)
- Savage gold (1946)
- Epitaphs and Occasions (1949)
- Counterparts (1954)
- Brutus’s Orchard (1957)
- The carnal island (1970)
- Seen grandpa lately? (1972)
- Tiny tears (1973)
- Owls and artificers: Oxford lectures on poetry (1974)
- Professors and Gods: Last Oxford Lectures on Poetry (1975)
- From the joke shop (1975)
- The joke shop annexe (1975)
- An ill-governed coast: Poems (1976)
- Poor Roy (1977)
- The reign of sparrows (1980)
- Fellow mortals: An anthology of animal verse (1981)
- House and shop (1982)
- Vamp till ready: Further memoirs (1982)
- As from the thirties (1983)
- Home and dry: Memoirs III (1984)
- Mianserin sonnets (1984)
- Subsequent to summer (1985)
- New and collected poems, 1934–1984 (1985)
- Outside the canon (1986)
- The second curtain (1986), dt. 1965: Der zweite Vorhang
- Image of a society (1987)
- Lessons of the summer (1987)
- The ruined boys (1987)
- Consolations (1987)
- Available for dreams (1989)
- Stares (1990)
- Spanner and pen: Post-war memoirs (1991)